# Will Sliney
Will Sliney   (1982) és un dibuixant de còmics irlandès. És conegut pel seu treball en còmics com la sèrie Fearless Defenders de Marvel Comics, la novel·la gràfica Celtic Warrior: The Legend of Cú Chulainn i les sèries mensuals Spider-Man 2099 i Ben Reilly: The Scarlet Spider, així com diverses sèries de l'univers de la guerra de les galàxies. Des de 2020 presenta breus lliçons de dibuix. El canal SX3 emet les sèries "Dibuixa amb en Will Sliney" i "Com dibuixar còmics amb en Will Sliney".

## Primers anys
Will Sliney és de Ballycotton al comtat de Cork i va anar al Cork Institute of Technology on es va graduar en Multimèdia.

## Carrera
La carrera de Sliney va començar a petites publicacions de premsa irlandesa i britànica abans de passar a crear art per a còmics de Farscape per a Boom! Studios.
El 2013 va començar a treballar en Marvel Comics, i el 2014 va començar una nova sèrie de Spider-Man 2099. El seu primer treball per l'univers de la guerra de les galàxies a Marvel va ser el primer anual de Doctor Aphra el 2017.
El 2016 va crear una aplicació gratuita per a Android amb el seu germà per aprendre a dibuixar anomenada Learn How to Draw.
El 2019 va comprar una càmera pensant en fer un vídeo per a YouTube. Com a conseqüència del confinament per la pandèmia de la COVID-19 va començar a ensenyar a dibuixar per internet.
| « | (anglès) I bought a camera in the Black Friday sales of 2019, thinking it would be fun to make a YouTube video. A couple of months later I was on national telly with the same camera. It was bonkers. | (català) Vaig comprar una càmera a les rebaixes del Black Friday del 2019, pensant que seria divertit fer un vídeo de YouTube. Un parell de mesos després estava a la televisió nacional amb la mateixa càmera. Era una bogeria. | » |

Des del març de 2020, Sliney ha presentat breus lliçons de dibuix en el segment "We Will Draw" (nosaltres dibuixarem, amb un joc de paraules amb el seu nom i la forma futura en anglès) a Home School Hub de RTÉ Television. La seva sèrie "Dibuixa amb en Will Sliney" (Will Sliney's Draw with Will) es va emetre a Irlanda el 2021 i ha estat doblada al català i emesa per SX3. Del mateix any és "Com dibuixar còmics amb en Will Sliney" (Will Sliney's Storytellers), igualment doblada al català i emesa pel mateix canal. Ambudes sèries estan disponibles en la plataforma de l'SX3.

## Vida personal
Es va declarar a la seva nòvia el setembre de 2015 i el seu primer fill va néixer l'agost de 2018. La seva esposa és professora.
Sliney és un voluntari de la Royal National Lifeboat Institution (RNLI) amb seu local. Una vegada va rescatar un dofí esgotat que s'havia quedat encallat al bogland de Ballinamona. També és aficionat a l'Everton des de fa temps i ha creat art per a ells.

### Marvel Comics
Només s'inclouen els còmics en què fa com a mínim dibuix a llapis a les pàgines interiors.
- A+X núm. 18 (2012)
- All-New X-Factor núm. 20 (2014)
- The Amazing Spider-Man vol.4 núm. 1 (història complementària de cinc pàgines) (2014)
- The Amazing Spider-Man vol.5 núm. 1 (història complementària de cinc pàgines) (2015)
- AXIS: Hobgoblin núm. 2 (2014)
- Ben Reilly: The Scarlet Spider núm. 6-10, 12-13, 15-17, 19-23 (2017-18)
- Castle: Unholy Storm (2014)
- Fearless Defenders núm. 1-6, 8-12 (2013-14)
- Revolutionary War: Knights of Pendragon núm. 1 (2014)
- Secret Wars 2099 núm. 1-5 (2015)
- Spider-Man 2099 vol.2 núm. 1-4, 6-12 (2014)
- Spider-Man 2099 vol.3 núm. 1-25 (2015)
- Star Wars vol.6 núm. 25 (2022)
- Star Wars: Age of Rebellion - Princess Leia núm. 1 (2019)
- Star Wars: Beckett núm. 1 (història complementària de 12 pàgines) (2018)
- Star Wars: Doctor Aphra Annual 1 (juntament amb Marc Laming) (2017)
- Star Wars: Galaxy's Edge 1-5 (2019)
- Star Wars: The Halcyon Legacy 1-5 (2022)
- Star Wars: Revelations vol.2 núm. 1 (història de sis pàgines) (2024)
- Star Wars: Solo Adaptation núm. 1-7 (2018-19)
- Star Wars: The Rise of Kylo Ren núm. 1-4 (2020)
- The Superior Foes of Spider-Man núm. 31 (2013)
- Superior Spider-Man núm. 31 (2013)
- Superior Spider-Man Team-Up núm. 8 (2013)

### Altres
- Atomic Rocket Group 66 núm.1-2 (2007) (Atomic Diner)[18]
- Celtic Warrior: The Legend of Cú Chulainn (The O'Brien Press) (2013)
- Farscape núm. 1-24 (BOOM!) (2009-2011)
- Farscape: Strange Detractors núm. 1-4 (BOOM!) (2009)
- FutureQuake (2003)
- Infinity Companion (2014)
- Kill Shakespeare núm.2 (2010) (IDW)[19]
- MacGyver: Fugitive Gauntlet (Image Comics) (2012)
- Memoir núm. 3 (2011)
- Pigs (2011)
- Steed and Mrs. Peel vol. 2 núm.1 (2012)